# Хаджи Димитир
Хаджи́ Дими́тир (справжнє ім'я — болг. Дими́тър Нико́лов Асе́нов, більш відомий як Хаджи Димитър) — національний герой Болгарії, гайдук, революціонер, борець за звільнення Болгарії від османського ярма, видатний воєвода.
Про нього не менш видатний революціонер і поет Христо Ботев написав у однойменній поемі:
Той, хто впаде в бою за свободу,
Той не вмирає: його жаліють
земля і небо, звір і природа
і співці пісні про нього співають…

## Життєпис

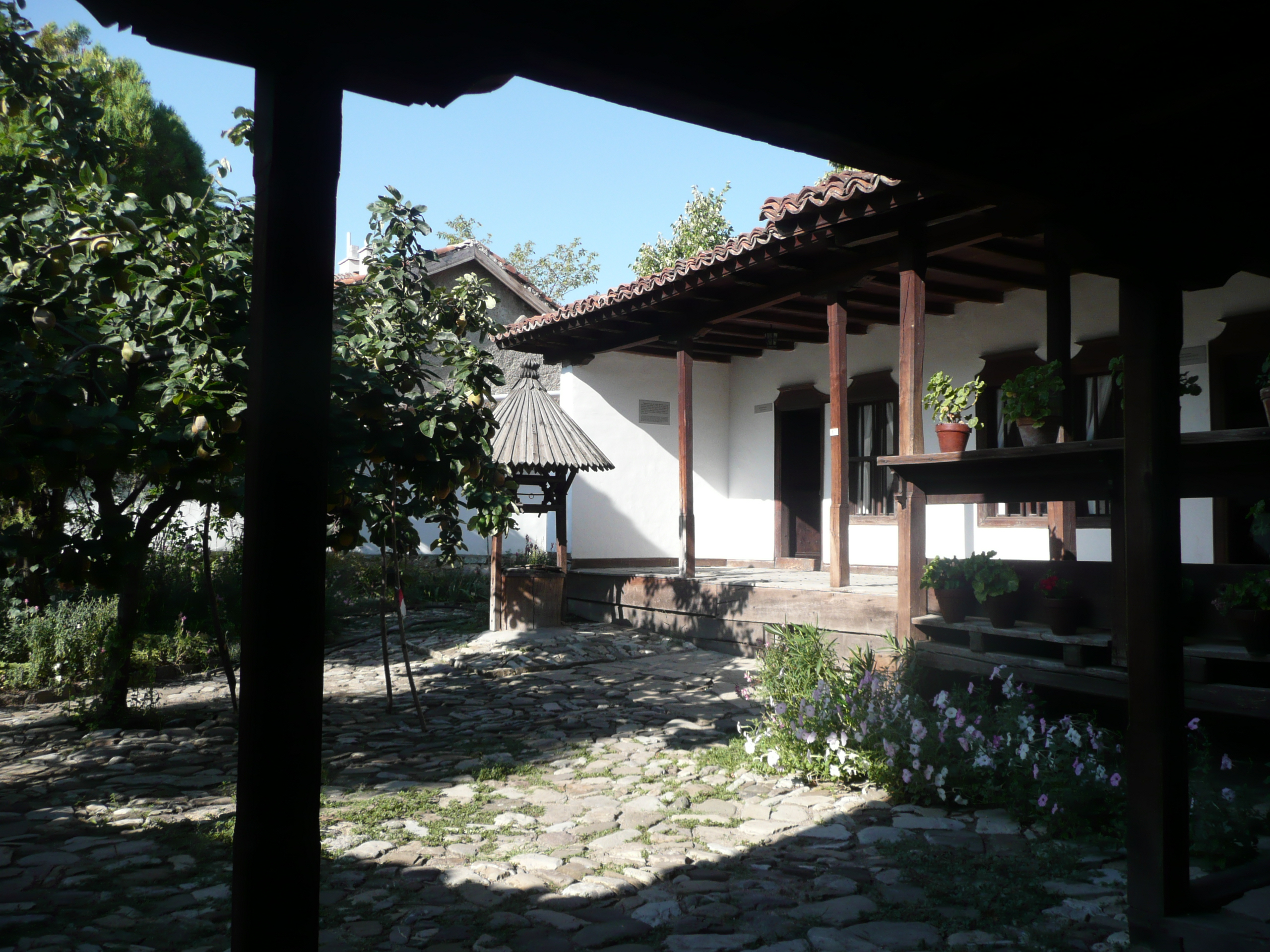
Рідна хата-музей Хаджи Димитира в Слівені.

### Дитинство і юнацькі роки
Хаджи Димитир народився у Сливені в сім'ї торговця Николи і Маринки Асенових, був їх п'ятим сином. Коли йому було лише 2 роки, глибоко релігійна сім'я вирушила на поклоніння до Гробу Господня в Єрусалим, і після цього, за традицією маленький Димитир, як і його батько, став Хаджи — «той, хто здійснив паломництво». У сучасному світі термін «хаджи» відноситься лише до мусульман, що здійснили хадж, але у болгарському православному середовищі так називали усіх вірян, хто здійснив паломництво до Єрусалиму. Димитир зростав у революційному оточенні — два його рідні брати в подальшому взяли участь у Критському повстанні проти османів у 1866—1869 рр., його рідний брат Тодор воював і загинув як гайдук разом з Хаджи, його двоюрідні брати Стоян і Никола були знаними гайдуками і воєводами, його племінник Кристю Асенов став відомим гайдуком.
У 5-річному віці Димитир вже бився з турецькими однолітками. З дитинства мав дуже запальний характер, з юних років він усвідомив усю несправедливість османського правління, і не міг з цим змиритися. Він дуже часто з шаленими емоціями давав відсіч османам та їхнім посіпакам. Став відомим у Сливені після того, як побив одного турка, розбивши йому голову столом. Про нього казали, що «він був такий несамовитий, що для нього природно було б не стояти осторонь й плекати дітей, а стати революціонером».

### Гайдуцький період
Після вбивства у грудні 1860 року місцевого османського судді Панайотом Хитовим Хаджи Димитир, який до цього був причетний, був змушений ховатися у горах, де він почав гайдуцьку діяльність у загоні (четі) Хитова і був призначений прапороносцем. До 1863 року вони гайдукували у горах. Але потім через несприятливі обставини змушені були перейти до Сербії, де чета розпалася. Влітку 1864 року Хаджи Димитир переїхав до Румунії, де поринув у вир боротьби проти османів, вступивши до болгарської революційної організації, створеною Георги Стойковим Раковски з метою формування чет і відправлення їх до Болгарії задля проведення бойових дій проти османів та роздмухування повстання. 21 травня 1865 року в квартирі Георги Раковски була сформована чета, в яку записалися Хаджи Димитир і Стефан Караджа. 13 червня 1865 року ця чета переправилася через Дунай і відбула у гори Котленского Балкана до відомого місця збору гайдуків в районі Агликиної поляни, де розділилася на три окремі невеликі чети на чолі з Желю Войвода, Стефаном Караджою і Хаджи Димитиром. З своєю четою воєвода Хаджи діяв до осені 1865 року, після чого чета повернулась до Румунії, де Хаджи Димитира було як воєводу вибрано до «Таємного центрального болгарського комітету».

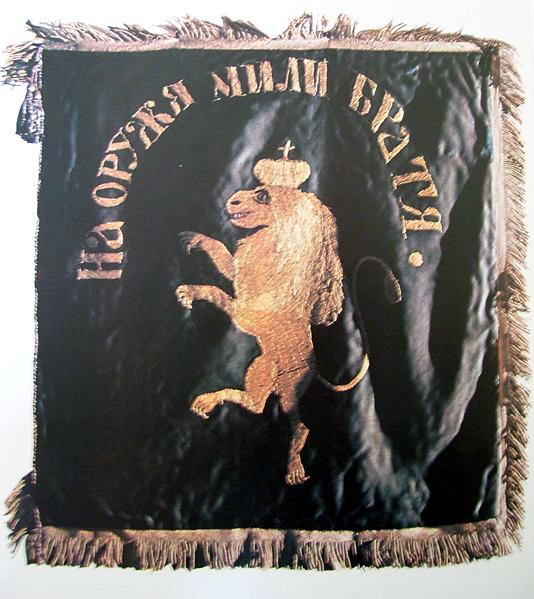
Прапор чети Хаджи Димитира і Стефана Караджи.

### Останні дні
Влітку 1868 року в Румунії була сформована чета Хаджи Димитира і Стефана Караджи. Метою її діяльності було, як і раніше, досягти Агликиної поляни і об'єднатися у спільних бойових операціях проти османів з іншими четами — Жельо Войводи, Панайота Хитова, Филипа Тотю. Є припущення, що це одразу були дві окремі чети, які навіть на першому етапі начебто мали різні шляхи до місця збору. Але вже на болгарських землях вони об'єднались в одну під керівництвом Хаджи. Це свідчить про військову мудрість двох воєвод, які розуміли, що у бойових діях потрібна виключно єдиноначальність. 5 липня 1868 року чета перепливла Дунай на одному вітрильнику. Перша битва з османами була успішною, втрати їх були значними. Гайдукам вдалося відірватися від переслідування і за нічний перехід досягти місць біля села Горішня Липниця. Там 7 липня чета провела другий свій бій, теж спричинивши серйозні втрати османам. Але османські війська й башибузуки не відпустили чету далеко. 8 серпня відбувся третій бій у місцевості болг. Дълги Дол біля села Вишовград. Чета змушена була відійти до місцевості Канлидере біля цього села. Там 9 серпня відбувся тяжкий, найкривавівший бій, в якому чета була розбита, поранений і полонений був Стефан Караджа. Під командуванням Хаджи Димитира 58 гайдуків, що залишилися живі, продовжили шлях до Балкану, з усіх боків супроводжені ворогами.
18 липня 1868 року на горі Бузлуджа відбувся останній бій чети. У ньому убито Хаджи Димитира, після бою османи відтяли голови загиблим гайдукам, аби показати народу у різних місцях Болгарії. Факт загибелі Хаджи Димитира на горі Бузлуджа підтримують більшість сучасних дослідників. Османи допустили одного священика прибрати трупи загиблих, і він бачив один труп, на шкірі якого були татуювання, де були помітні шаблі, леви і букви «Х. Д.», що належали за словами його соратників саме Хаджи Димитиру. Після звільнення Болгарії від османського ярма його рештки і кістки убитих гайдуків були перенесені з Бузлуджі до церкви св. Архангела Михайла у місті Крин. Учасник бою, відомий гайдук Христо Македонски теж підтвердив, що Хаджи Димитир був вбитий на горі Бузлуджа: «Хаджи з револьвером у руці захищався, але впав убитий.».
Але є й інші думки. Деякі дослідники вважають, що Хаджи Димитир не був убитий 18 липня, а винесений трьома гайдуками до гори Кардафіл, де його прості вівчари як могли лікували від численних ран, але він від них помер приблизно через місяць після бою. Після того його поховали у селі Свежен, в храмі св. Петра і Павла. Можливо його рештки поховали одразу на горі Кардафіл, де є відомий у Болгарії надмогильний пам'ятник. Не виключається також, що його прах був похоронений у Слівені в храмі св. Миколи.

## Пам'ять про Хаджи Димитира

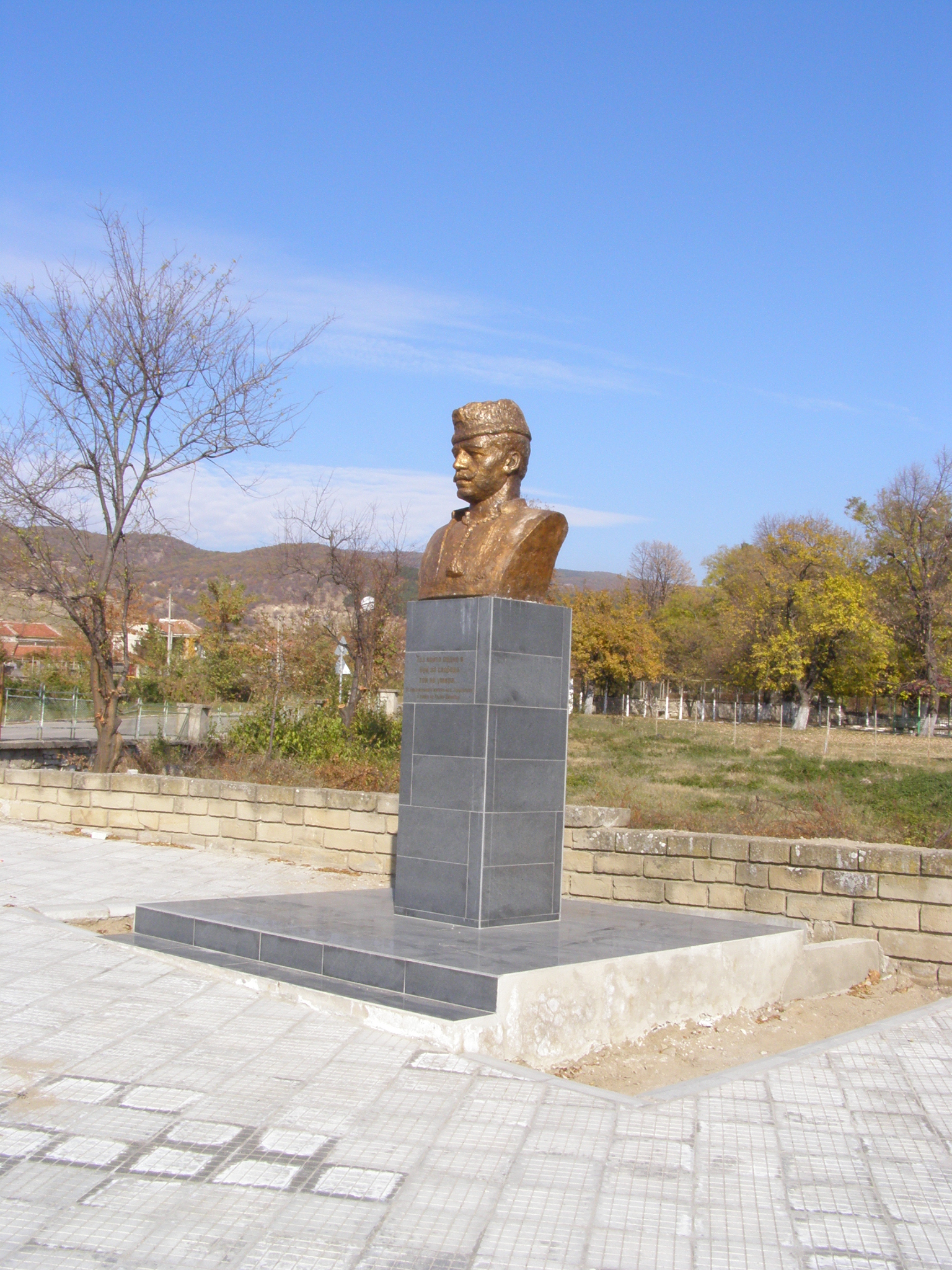
Пам'ятник Хаджи Димитиру в с. Гавраїлово.

Після смерті воєводи і звільнення Болгарії від османів пам'ять про Хаджи Димитира була закарбована у багатьох назвах — село Хаджи Димитир, багато районів міст, вулиць, шкіл, бібліотек, інших суспільних об'єктів. Відкрито музей у рідній хаті Хаджи Димитира в Слівені, поставлено багато пам'ятників. Присвячено вірші, оповідки. Серед тих, хто писали про Хаджи Димитира, були видатні поети — Христо Ботев, Іван Вазов. На честь Хаджи Димитира назвали гірський пік на Антарктичному півострові. Хаджи Димитира також зобразили на декількох болгарських поштових марках.